# Mistrzostwa Polski w Boksie 1977

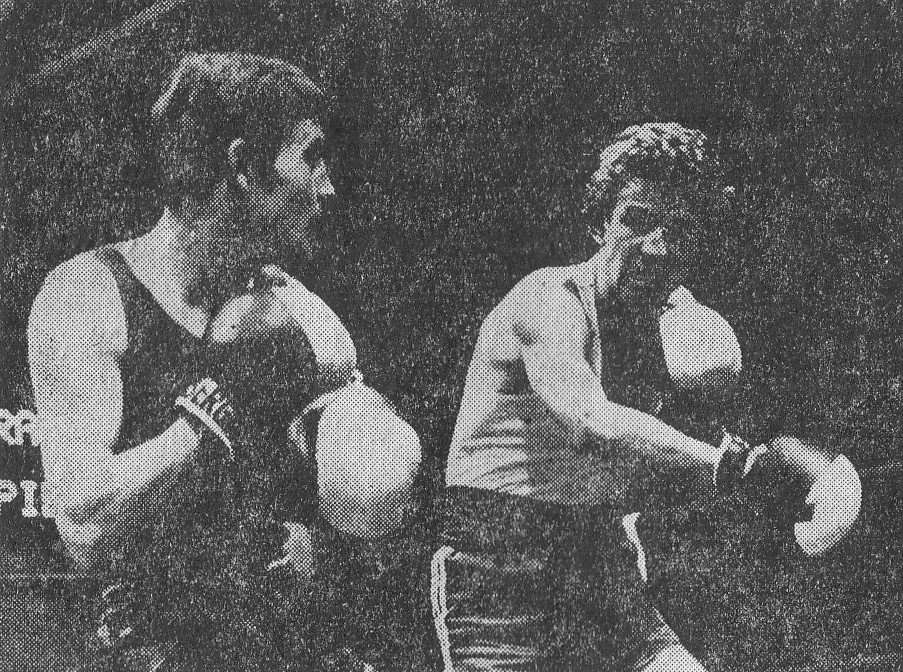
Henryk Pielesiak (z prawej) w finałowej walce ze Zbigniewem Raubo

48. Mistrzostwa Polski w boksie mężczyzn odbyły się w dniach 27 marca – 3 kwietnia 1977 roku w Sosnowcu.

## Medaliści
| Kategoria:                        | Złoto:                                      | Srebro:                                   | Brąz:                                                                                 |
| waga papierowa (do 48 kg)         | Henryk Pielesiak (Gwardia Łódź)             | Zbigniew Raubo (Legia Warszawa)           | Zbigniew Ciota (BKS Ruda Śląska) Wojciech Odalski (Gwardia Warszawa)                  |
| waga musza (do 51 kg)             | Ryszard Czerwiński (Stal-Stocznia Szczecin) | Henryk Średnicki (GKS Jastrzębie)         | Antoni Różnicki (BKS Bolesławiec) Józef Stefański (Widzew Łódź)                       |
| waga kogucia (do 54 kg)           | Leszek Borkowski (Gwardia Łódź)             | Mieczysław Massier (Miedź Legnica)        | Zbigniew Kozak (BBTS Bielsko-Biała) Mirosław Wawrzyniak (Legia Warszawa)              |
| waga piórkowa (do 57 kg)          | Roman Gotfryd (Wisłoka-Morsy Dębica)        | Włodzimierz Piątkowski (Gwardia Warszawa) | Bronisław Goliński (Stal-Stocznia Szczecin) Krzysztof Kikowski (Zawisza Bydgoszcz)    |
| waga lekka (do 60 kg)             | Leszek Kosedowski (Stoczniowiec Gdańsk)     | Zdzisław Nowak (Olimpia Poznań)           | Kazimierz Adach (Czarni Słupsk) Ryszard Tomczyk (BKS Bolesławiec)                     |
| waga lekkopółśrednia (do 63,5 kg) | Bogdan Gajda (Legia Warszawa)               | Kazimierz Szczerba (Legia Warszawa)       | Krzysztof Pierwieniecki (Stal-Stocznia Szczecin) Jerzy Rudnicki (Stoczniowiec Gdańsk) |
| waga półśrednia (do 67 kg)        | Bolesław Nowik (GKS Jastrzębie)             | Edmund Montewski (Gwardia Warszawa)       | Aleksander Brydak (Stal Rzeszów) Józef Stachowiak (Olimpia Poznań)                    |
| waga lekkośrednia (do 71 kg)      | Jerzy Rybicki (Gwardia Warszawa)            | Marian Wilaszek (GKS Katowice)            | Jarosław Marczewski (Błękitni Kielce) Henryk Świderski (KSZO Ostrowiec)               |
| waga średnia (do 75 kg)           | Henryk Janowski (niestowarzyszony)          | Marek Łuszczyński (Stoczniowiec Gdańsk)   | Antoni Poniedziałek (Wisła Kraków) Janusz Woźniak (Gwardia Warszawa)                  |
| waga półciężka (do 81 kg)         | Jacek Kucharczyk (Gwardia Warszawa)         | Paweł Skrzecz (Gwardia Warszawa)          | Janusz Gortat (Legia Warszawa) Ryszard Misiak (BBTS Bielsko-Biała)                    |
| waga ciężka (powyżej 81 kg)       | Antoni Kuskowski (Stal-Stocznia Szczecin)   | Andrzej Biegalski (GKS Jastrzębie)        | Bogdan Ciemiński (Sokół Piła) Jerzy Skibicki (Turów Zgorzelec)                        |